# Tytoniowe Źródło
Tytoniowe Źródło (niem. Tabaksborn) – źródło w południowo-zachodniej Polsce, w woj. dolnośląskim, w Górach Izerskich.
Wypływa z niego Płoka, prawy dopływ Kwisy. Znajduje się na wysokości ok. 850 m n.p.m., na południowych zboczach Dłużca, w Grzbiecie Kamienickim Gór Izerskich.
Nazwa pochodzi prawdopodobnie od przemytu tytoniu przez granicę prusko-austriacką w XVIII-XIX w..